# Shuffle (economie)
Een shuffle is het manipuleren van de beurskoers van kleine, weinig verhandelde aandelen om hiervan te profiteren.

## Ontstaan
Deze term shuffle in de context van aandelenhandel ontstond tijdens de technologie-hype rond het jaar 2000 en werd in het leven geroepen door de belegger die onder de schuilnaam Hercules destijds actief was op het toenmalig populaire internetforum 'Eurobench' en IEX.nl. Met enthousiaste verhalen haalde hij andere beleggers over in te stappen in beleggingen in penny stocks, aandelen met een lage absolute koers van hooguit enkele dubbeltjes. Wanneer de koers opliep nam deze "Hercules" zijn winst en verkocht hij zijn aandelen.
Door justitie is deze belegger vervolgd op basis van het oude wetsartikel het "verspreiden van leugenachtige informatie".

## Toekomst
De beurs Euronext heeft in april 2007 aangekondigd de handel in pennystocks te willen tegengaan. Elf bedrijven hebben het verzoek gekregen om over te gaan tot het samenvoegen van aandelen, de zogenaamde reverse stock split. Indien er geen gehoor gegeven wordt aan het verzoek zullen de fondsen met een lage absolute waarde alleen nog per veiling verhandeld worden. Sinds de aankondiging is er evenwel niets meer van Euronext vernomen met betrekking tot deze zaak. Door de strengere handhaving van de regels op het gebied van beursmanipulatie en het mogelijke verdwijnen van pennystocks zullen shuffles minder voorkomen in de toekomst, zo is de verwachting.